# Царски слободни град Трст
Царски слободни град Трст и његова околина (њем. Reichsunmittelbare Stadt Triest und ihr Gebiet; итал. Città Imperiale di Trieste e Dintorni) био је Хабзбуршки посјед од 14. вијека до 1918. године. Прогашен је слободном луком Карла VI 1719. године; изградњом аустријске јужне пруге (1841—1857) претвара се у ужурбану морксу луку, кроз коју ће пролазити већи дио увоза и извоза аустријских земаља. Трст је био дио Светог римског царства, затим Њемачке конфедерације и Аустријског приморја. Градском управом и привредом преовлађивала је италијанска популација, а италијански је био језик градске управе. Касног 19. и почетком 20. вијека, град је привукао раднике из градског залеђа, од којих је већина говорила словеначки језик.